# Сульфид сурьмы(III)
Сульфид сурьмы(III) — бинарное неорганическое соединение сурьмы и серы с формулой Sb2S3, серые кристаллы или оранжево-красный аморфный порошок, практически нерастворимые в воде.

## Получение
- В природе встречается минерал антимонит — Sb2S3

- Сплавление сурьмы с серой:

{\displaystyle {\mathsf {2Sb+3S\ {\xrightarrow {650-700^{o}C}}\ Sb_{2}S_{3}}}}
- Пропускание сероводорода через подкисленный раствор трихлорида сурьмы:

{\displaystyle {\mathsf {2SbCl_{3}+3H_{2}S\ {\xrightarrow {H_{2}SO_{4}}}\ Sb_{2}S_{3}\downarrow +6HCl}}}

## Физические свойства
Сульфид сурьмы(III) образует оранжево-красный аморфный порошок или
серые кристаллы ромбической сингонии, пространственная группа P bmn, параметры ячейки a = 1,1229 нм, b = 1,1310 нм, c = 0,3839 нм, Z = 4.
Практически нерастворим в воде, p ПР = 89,66.
Тонкодисперсный порошок пирофорен.

## Химические свойства
- Разлагается концентрированными кислотами:

{\displaystyle {\mathsf {Sb_{2}S_{3}+12HCl\ {\xrightarrow {}}\ 2H_{3}[SbCl_{6}]+3H_{2}S\uparrow }}}
- Окисляется горячими серной и азотной кислотами:

{\displaystyle {\mathsf {Sb_{2}S_{3}+7H_{2}SO_{4}\ {\xrightarrow {100^{o}C}}\ 2H[Sb(SO_{4})_{2}]+3S\downarrow +3SO_{2}\uparrow +6H_{2}O}}}
{\displaystyle {\mathsf {Sb_{2}S_{3}+28HNO_{3}\ {\xrightarrow {100^{o}C}}\ Sb_{2}O_{5}\downarrow +28NO_{2}+3H_{2}SO_{4}+11H_{2}O}}}
- Реагирует с концентрированными щелочами:

{\displaystyle {\mathsf {Sb_{2}S_{3}+4NaOH\ {\xrightarrow {100^{o}C}}\ Na_{3}[SbS_{3}]+Na[Sb(OH)_{4}]}}}
- Окисляется кислородом воздуха при прокаливании:

{\displaystyle {\mathsf {2Sb_{2}S_{3}+9O_{2}\ {\xrightarrow {340^{o}C}}\ 2Sb_{2}O_{3}+6SO_{2}}}}
{\displaystyle {\mathsf {Sb_{2}S_{3}+5O_{2}\ {\xrightarrow {550-600^{o}C}}\ Sb_{2}O_{4}+3SO_{2}}}}
- Медленно реагирует с хлором:

{\displaystyle {\mathsf {2Sb_{2}S_{3}+9Cl_{2}\ {\xrightarrow {250^{o}C}}\ 4SbCl_{3}+3S_{2}Cl_{2}}}}
- Восстанавливается металлическим железом:

{\displaystyle {\mathsf {Sb_{2}S_{3}+3Fe\ {\xrightarrow {600-1300^{o}C}}\ 2Sb+3FeS}}}
- С сульфидами щелочных металлов образует тиоантимониты:

{\displaystyle {\mathsf {Sb_{2}S_{3}+3Na_{2}S\ {\xrightarrow {}}\ 2Na_{3}[SbS_{3}]}}}

## Применение
- Полупроводниковые материалы.
- Применяется в пиротехнических тёрочных составах, например, спичках.